# Вільхівське лісництво
Вільхівське́ лісництво — структурний підрозділ Золотоніського лісового господарства Черкаського обласного управління лісового та мисливського господарства.
Офіс знаходиться у с. Вільхи, Золотоніський район,  Черкаська область.

## Лісовий фонд
Лісництво охоплює ліси Золотоніського району.

## Об'єкти природно-заповідного фонду
У віданні лісництва перебувають об'єкти природно-заповідного фонду:
- ботанічні заказники місцевого значення Вільхівський, Довгий, Мар'янівщина.